# Grodziec (gmina Niemodlin)
Grodziec (niem. Burgstätte) – wieś w Polsce, położona w województwie opolskim, w powiecie opolskim, w gminie Niemodlin.
W latach 1975–1998 miejscowość należała administracyjnie do województwa opolskiego.

## Nazwa
15 marca 1947 r. ustalono urzędową polską nazwę miejscowości – Grodziec, określając drugi przypadek jako Grodźca, a przymiotnik – grodziecki.

## Zabytki
Kościół z XIII wieku.